# Джульфа (Азербайджан)
Джульфа́ (азерб. Culfa) — город в Азербайджане, административный центр Джульфинского района Нахичеванской Автономной Республики. Расположен на левом берегу реки Аракс. Узловая железнодорожная станция Джульфа.

## История

### Джульфа в Древности и в Средние века
Согласно авторитетной «Encyclopædia Iranica», Джульфа — древняя деревня на территории исторической Армении. Часть армянской историко-географической области Сюник. По преданию, Джульфа была основана легендарным армянским царём Тиграном Ервандуни жившим в VI веке до н. э. Впервые упоминается у армянского историка V в. Мовсеса Хоренаци под именем, передаваемым в русской транскрипции как «Джула». Согласно Мовсесу, Тигран Ервандуни поселил в ней пленных мидийцев:

(Отводит им) также три авана (волости) — Храм, Джулу и Хошакуник — по другую сторону реки (Аракса), всю равнину от Ажданакана до той же крепости Нахчавана.— Мовсес Хоренаци «История Армении».

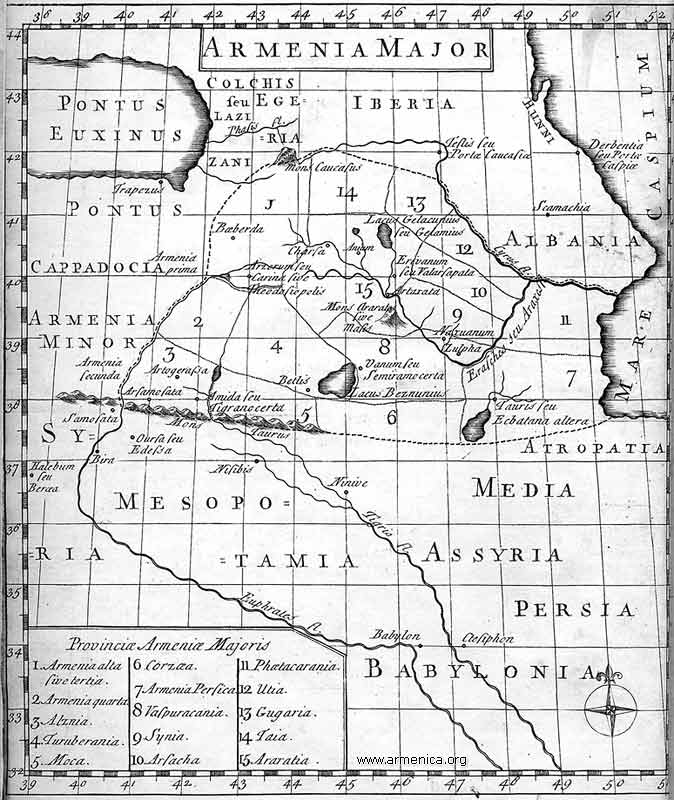
Джульфа (Zulpha) на карте Великой Армении, 1736 год

Говоря о периоде VII—X столетий, британский ученый Клиффорд Эдмунд Босуорт причисляет Джульфу, вместе с Двином и Ани, к процветающим армянским торговым городам на долине Аракса.
Между X—XII веками он стал крупным городом, центром армянской торговли (прежде всего шёлком), сохранявшим своё преимущественно армянское население.
Из церквей и монастырей Джуги в источниках упоминаются пустынь Св. Ованнеса, церковь Катан, церкви Св. Богородицы и Св. Всеспасителя, Св. Геворга и др..
Население города было в основном армянским. Джон Картрайт, английский путешественник упоминает среди жителей и грузин, но никаких других упоминаний о значительном грузинском или мусульманском населении города нет, так же как и надписей на грузинском, арабском или персидском. Все известные религиозные сооружения относились к Армянской апостольской церкви.
А. Якобсон отмечает, что Джульфа был одним из городов юго-восточной Армении, пережившим экономический подъём в XVI—XVIII веках. Согласно историку Инне Багдиандз Маккейб из Университета Тафтса «Джульфа в исторической Армении располагалась на реке Аракс на старинном торговом пути». Армянский торговый городок Джульфа во второй половине XVI века имел, по оценкам И. Петрушевского, 15-20 тысяч жителей, и являлся крупной биржей европейско-азиатской торговли шёлком.

### Разорение Джульфы
Город имел преимущественно армянское население. Побывавший в 1602 году в этих местах с австрийским посольством Георг Тектандер, говоря о населении города, отмечал

Прибывши в Армению, Его Величество также не встретил никакого сопротивления, и все продолжало идти вполне благополучно. В городе Джульфа (Sulpha), сильной крепости, населенной исключительно одними христианами, Армянами, Шаха приняли необыкновенно великолепным образом: в честь его въезда все дома в городе, выстроенного без крыш, но с балконами на верху, были утыканы (bestecket) свечами, коих всех было до 50.000 и кои горели в течение всей ночи. Что касается прочих выдающихся городов, которых насчитывается до 54-х, то об них доложит Вашему Императорскому Величеству посол, ныне находящийся в Персии.— «Путешествие в Персию через Московию: 1602-1603 гг.».
В 1604 году, в ходе войн между Персидской и Османскими империями, шах Персии, Аббас I Великий, чтобы удержать под своей властью Закавказье применил в Армении тактику выжженной земли, в ходе которой он изгнал всё население Восточной Армении, как христианское, так и мусульманское.
Население было насильственно депортировано в Исфахан, где образовало армянский пригород, существующий до сих пор — Новая Джульфа. Одной из причин депортации «Всемирная история» называет желание шаха избавиться от конкуренции армянского купечества (Американский историк Дж. Бурнутян отмечает, что армянские купцы города были богаты и влиятельны, а также имели контакты в Европе).  Е. Родионова называет три причины։ военно-стратегическая, политическая и экономическая.
Количество депортированных оценивается, по разным данным: 20 000 человек (Тигран Коюмджян); 1200 семейств (Люс Бульнуа); 12 000 семейств (Mesrovb Jacob Seth).
Аббас был настолько непреклонен в своей решимости оставить Джульфу безлюдной, что на следующий год послал армию, чтобы изгнать около тысячи вернувшихся жителей города, и в 1616/17 годах вновь изгнал около тысячи семей из разрушенного города и окрестностей.
Внезапное и драматическое падение Джульфы произвело глубокое и продолжительное впечатление на армянское общество и культуру, что отмечается в летописях начиная XVII века. Город остается важным символом в коллективной памяти иранских армян.

### Джульфа в Новое время
| Год  | Азербайджанцы | %    | Армяне | %    | Русские | %    | Всего |
| ---- | ------------- | ---- | ------ | ---- | ------- | ---- | ----- |
| 1897 | ---           | ---  | 751    | 98   | ---     | ---  | 763   |
| 1926 | 243           | 36,4 | 293    | 43,9 | 87      | 13   | 667   |
| 1939 | 1 358         | 53,7 | 866    | 34,2 | 225     | 8,9  | 2.530 |
| 1959 | 2 797         | 69,6 | 656    | 16,3 | 460     | 11,5 | 4.017 |
| 1970 | 4 321         | 79,6 | 581    | 10,7 | 452     | 8,3  | 5.431 |
| 1979 | 5 904         | 85,3 | 193    | 2,8  | 763     | 11,0 | 6 919 |

В начале XIX века поселение было перенесено с древних развалин на новое место, в 3 км к востоку от исторического армянского города.
По Туркманчайскому мирному договору 1828 года, проведшему по Араксу русско-персидскую границу, южная часть Джульфы осталась за Персией, северная же отошла к Российской империи. Она была в составе Армянской области, затем — Эриванской губернии.

Прежде считалось здесь армян до 10,000, а в настоящее время весь город состоит не более как из трёхсот домов. ... В нём находится 2 монастыря и 22 церкви. — Худобашев А.М.  «Обозрение Армении в географическом, историческом и литературном отношениях
При русском владычестве Джульфа превратилась в пограничный таможенный пункт, а её население стало увеличиваться, особенно с постройкой железной дороги (1908).
В 1891 году в селе проживало 649 жителей, к 1897 году (согласно первой всеобщей переписи населения России) — 763 (751 из них армяне). Согласно Кавказскому календарю на 1915 год, к началу 1914 года насчитывалось 2 710 жителей, так же в основном армян.
Русский путешественник начала XX века Гурьев Б. М., во время своего путешествия в Тавриз упоминает и Джульфу:

Джульфа, как было указано, расположена непосредственно на границе нашей с Персией. Переправившись через реку Аракс, вы уже находитесь в пределах Персии и в первом персидском селении, которым является персидская Джульфа. Мусульманское население последней, как мне сообщали, собрало двадцать пять тысяч на постройку мечети, которую почему-то желало построить не в своей Джульте, а в русской. Однако русскими властями им это не было разрешено, и теперь мечеть будет строиться мусульманами в своей персидской Джульфе.— Б. М. Гурьев  «Поездка в Тавриз».

### Джульфа в Новейшее время
В 1948 г. Джульфа получила статус города, в 1970 г. имела 5 тысяч населения, в 1991 г. — 8,3 тыс.
В 1942—1944 годах в Джульфе заканчивался т. н. «Персидский коридор», по которому союзники СССР поставляли в СССР вооружение и технику для борьбы с фашистской Германией (см.Трансиранский маршрут).

## Инфраструктура
Действует электрическая подстанция мощностью 82 МВА.

## Культурное наследие

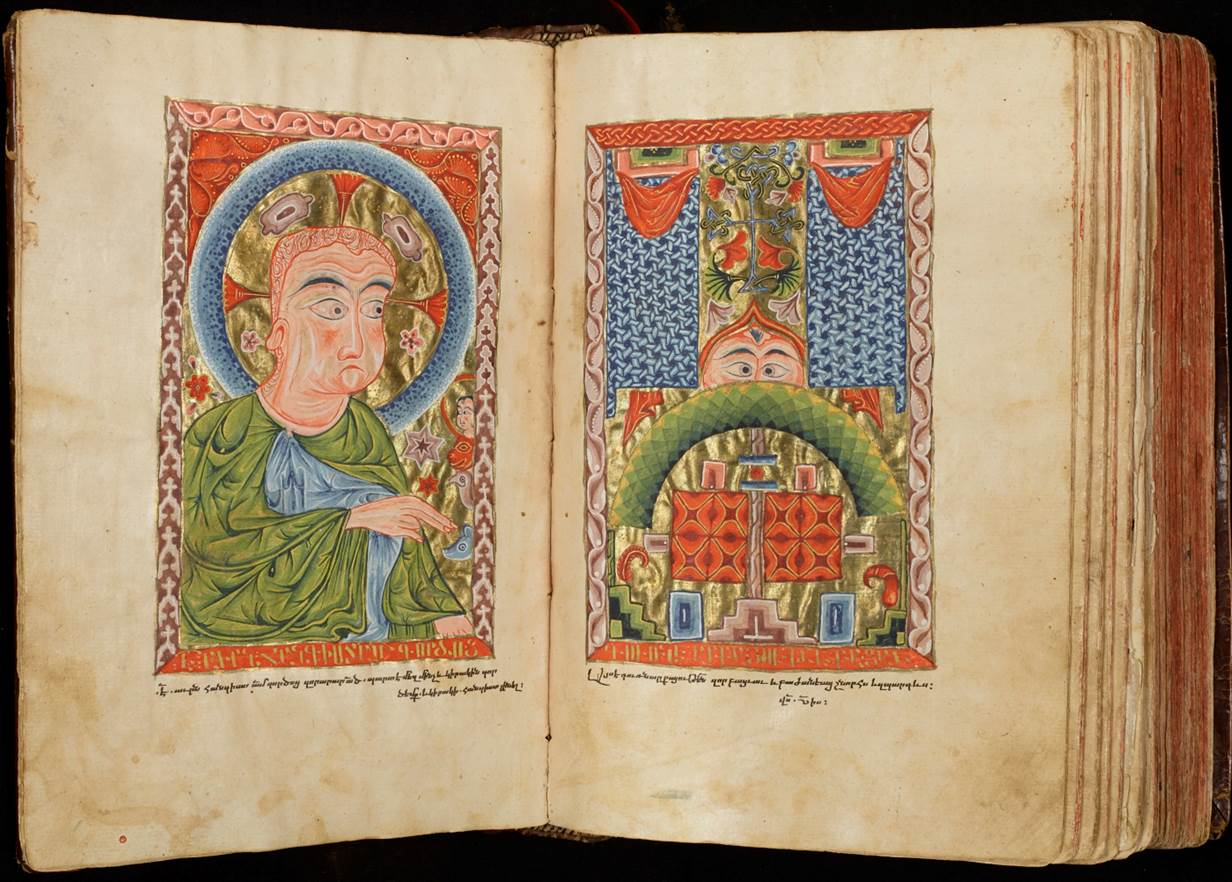
Армянская рукопись из Джульфы, 1587 год

Средневековые писцы упоминают Джульфу как важный город и восхваляют его многочисленные монастыри. В середине XVII века здесь отмечается возрождение армянского архитектурного строительства. По описанию Энциклопедии Брокгауза и Ефрона, «ныне от старой Джульфы остались развалины домов и церквей, огромное кладбище с бесчисленными надгробными памятниками, покрытыми барельефами и арабесками, и остатки устоев двух-трех мостов через Аракс». Согласно изданному в 1865 году «Гeогpaфичeско-стaтистичecкому cлoваpю Рoссийcкой Импepии» город, некогда насчитывающий 8000 семейств, на момент выхода словаря являлся небольшим поселением. В последнем насчитывалось 24 армянские церкви, из которых 13 были оставлены. По мнению автора лучшей из них являлся построенный во времена Шах Абаса монастырь Спасителя, в котором на 1865 год жил 1 армянский архиерей, 5 архимандритов и 20 монахов. Помимо этого в храме покоились тела первого архиерея Джульфы Хачатура и строителя церкви Давида. Другими отдельно отмеченными в словаре культовыми сооружениями являлись: построенный в 1613 году женский монастырь Св. Екатерины; сооруженный в 1628 году ходжой Петросом собор Бетлемес; построенная в 1611 году церковь Ходженец (оставлена к 1865 году). При мужском монастыре имелось кладбище, надписи на некоторых могилах которого относятся ко второй половине XVI века.
Российский историк В. Шнирельман отмечает систематическое умалчивание азербайджанскими авторами армянского исторического наследия Джульфы.
К концу XX века среди развалин Старой Джульфы ещё сохранялись в разрушенном состоянии:
- Крепость Джуги или Дарзвазри — X—XII века. Находилась в восточной части средневекового города, на возвышенности близ Аракса.
- Мост — четырёхарочный, построенный в Раннем Средневековье из тесаных камней на известковом растворе. Арочный пролёт достигал 37 м в длину при ширине 3 м. В конце XVI в. был уже разрушен.
- Городская баня — конец XVI века. Состояла из нескольких помещений со сводчатыми перекрытиями. Её строителем считался последний городской голова армянской Джуги Ходжа Хачик.
- Главный каравантун (каравансарай) — на берегу р. Аракс. Имел арочную прямоугольную форму, был построен из тесаных камней и занимал довольно обширную территорию.
- Церковь Помболози или Тавараци (Пастушья) — центрально-купольная церковь, восстановлена в XVI в.
- Церковь сурб Аствацацин (св. Борогодицы) — XII—XIII вв., реставрирована в XVI в. Располагалась в восточной части Джуги, непосредственно у городской стены. Прямоугольная церковь была окружена со всех сторон высокой стеной, что создавало впечатление небольшой крепости.
- Церковь Помпозижам[49]
- Монастырь Аменапркич — IX—X вв, реставрированный в 1271 г. пароном Ваграмом. Находился на возвышенности, расположенной на краю «Ущелья Ветров». Представлял собой небольшую центрально-купольную церковь и нескольких одноэтажных и двухэтажных жилых и хозяйственных построек, окруженных стеной.
- Пещеры — из множества каменоломен и пещер в «Ущелье Ветров» и в окружающих город скалах наиболее примечательны пещеры «Чгнавор» и «Крекачатун». Датируются II—I тыс. до н. э., и как в древности, так и в Средние века служили для обитания и укрытия в случае опасности[12][50].

Начиная с XIII—XIV веков в скрипториях Джульфы создавались иллюминированные рукописи. Несмотря на значительные утраты, отчасти из-за того, что город был разрушен шахом Аббасом I, а его население депортировано в Исфахан, несколько сохранившихся рукописей свидетельствуют о славе и богатстве этого коммерческого города и его жителей. Известна, например, рукопись одного из трудов Григора Татеваци, которая была скопирована и богато иллюминирована в Джульфе в 1456 году художницей Мариам.

## Кладбище хачкаров и его уничтожение
Среди джульфинских памятников было кладбище хачкаров, расположенное на трёх холмах. Александр Родес, описывая посещение Джульфы в 1648 г., говорит о 10 тыс. полностью сохранившихся хачкарах. В начале XX века на кладбище оставалось ещё 6 тыс. хачкаров, вертикальных надгробий, три церкви и часовня.

В 1812 г. английский дипломат Уильям Сузли, посетив Джугу, отмечает: 
Я исследовал развалины Джульфы, все население которой составляют 45 армянских семей, судя по всему из самых низших слоев. Меж тем о былой численности населения свидетельствует обширное кладбище, расположенное на откосе, спускающемся до самой реки, с многочисленными надгробиями, стоящими плотно в ряд, словно солдатские роты. Это память многих поколений, итог многих веков...
Как отмечал швейцарский учёный Дюбуа де Монперё:
Нет ничего красивее вида этих тысяч возвышаюшихся надгробных камней, так тесно стоящих друг около друга, как колосья при богатом урожае, памятников, застилающих большое пространство вдоль течения Аракса. Эти камни, имеющие от 8 до 9 ф. высоты, покрыты скульптурными изображениями, арабесками и барельефами

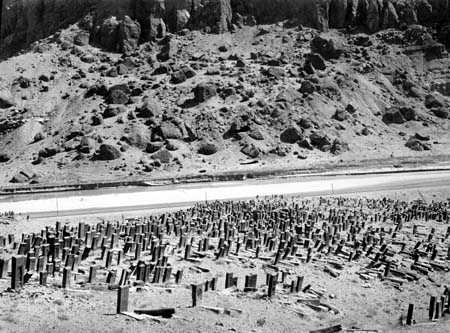
Кладбище в Джульфе до уничтожения

Кладбище Джуги исследовали в 1912 г. Ашхарбек Калантар и Арт. Григорян, в сентябре 1915 года его изучил и сфотографировал известный фотограф Арташес Вруйр при помощи студента Григора Агамаляна. Агамалян насчитал тогда 2100 хачкаров. В 1971-73 гг. кладбище изучал историк Аргам Айвазян, насчитавший 2707 хачкаров.
Аргам Айвазян разделил хачкары на группы по периодам: ранний период IX—XV вв., переходный период XV—XVI вв. и последняя, самая яркая группа — с середины XVI в. до 1604 г., отличающаяся особым мастерством резчиков.
Согласно ИКОМОСу в 1998 году азербайджанским правительством было удалено 800 хачкаров, но разрушение было приостановлено из-за протестов ЮНЕСКО. В 2002 г. разрушение кладбища возобновилось, к 2006 году от кладбища не осталось следа. В 2010 году сообщения очевидцев о разрушении кладбища были подтверждены Американской ассоциацией содействия развитию науки на основе анализа спутниковых снимков региона.
Весной 2006 года азербайджанский журналист из Института войны и мира Идрак Аббасов попытался исследовать это кладбище, однако местные власти запретили ему посетить этот объект. Тем не менее, он сумел хорошо рассмотреть территорию кладбища и подтвердил, что оно полностью исчезло. Азербайджан запретил делегатам Европейского парламента осмотреть бывшее кладбище в апреле 2006 года.
Из нескольких тысяч хачкаров остались только те, которые были вывезены из Джульфы: 10 хачкаров XVI—XVIII вв., вывезенных в Кавказский музей в Тбилиси, по инициативе его основателя Густава Радде (1867 г.), и несколько хачкаров, перевезённых в советское время в Эчмиадзин.

## Известные уроженцы
- Братья Петик и Санос — влиятельные армянские ходжи.
- Маттеос Джугаеци — армянский мыслитель, литературовед и богослов XIV—XV веков.
- Акоп Джугаеци — армянский художник-миниатюрист конца XVI начала XVII века, виднейший представитель Джульфинской школы армянской миниатюры.
- Симеон Джугаеци — армянский философ, богослов, языковед, педагог, и общественный деятель XVII века.
- Алекперов, Физули Гасан оглы — министр труда и социальной защиты Азербайджанской Республики с 2006 года.

## Комментарии
1. ↑  С 1942 по 1989 годы — на железнодорожной линии Баку-Ереван [3]
2. ↑  Согласно Кавказскому календарю Архивная копия от 23 октября 2018 на Wayback Machine - "татары", переписи населения 1897 года Архивная копия от 12 января 2021 на Wayback Machine - "татары", "адзербейджанские турки", язык указан как "татарский". Согласно переписи населения 1926 года Архивная копия от 17 ноября 2017 на Wayback Machine - "тюрки". Согласно переписям после 1926 года, нынешней терминологии с 1936 года и в тексте статьи - азербайджанцы

## Статьи и публикации
- Гурьев Б. М. Поездка в Тавриз // Исторический вестник : историко-литературный журнал. — СПб.: Тип. А. С. Суворина, 1912. — № 6.
- Самвел Карапетян. SOS: Уничтожение кладбища Джуги // Голос Армении : газета. — 2003. — 25 января (№ 5).
- Известного средневекового кладбища больше нет (англ.) // Institute for War & Peace Reporting : международная некоммерческая организация. — 2006. — 27 April.
- Sarah Pickman. Tragedy on the Araxes (англ.) = Трагедия на Араксе // Archaeology : журнал. — Palm Coast, FL: Archaeological Institute of America, 2006. — 30 June.
- Lucian Harris (25 мая 2006). World Watches In Silence As Azerbaijan Wipes Out Armenian Culture. Partimoniosos.it. Дата обращения: 24 апреля 2018.
- Stephen Castle. Азербайджан „сплющил“ авторитетный армянский сайт (англ.) = Azerbaijan „flattened“ sacred Armenian site // Independent : электронное издание. — 2006. — 29 May.

## Внешние медиафайлы
- Ջուղա на YouTube — «Джуга», история города Джульфа, RAA Armenia=(арм. Ֆիլմը ներկայացնում է պատմական Ջուղա քաղաքի պատմությունը և աշխարհահռչակ գերեզմանոցի ոչնչացումը Նախիջևանի Ինքնավար Հանրապետության և Ադրբեջանի իշխանությունների կողմից, 2012)